# Incorporazione (antropologia)
Il termine incorporazione (in inglese embodiment), si riferisce in ambito etno-antropologico, a quel processo continuo che porta a somatizzare la cultura e ad agire su di essa attraverso il proprio corpo.
L'antropologia ha evidenziato come il corpo umano non sia solo un'entità biologica ma il risultato di una negoziazione con le forze sociali, politiche, economiche, storiche, che lo plasmano, lo influenzano e a sua volta ne sono influenzate.
Queste forze condizionano il corpo: come si muove, le sue posture, la forma e le tecniche di trasformazione che l'individuo mette in atto su di esso (abbigliamento, tatuaggi, piercing, scarificazioni, pettinature, monili che lo addobbano, allenamenti sportivi, chirurgia estetica, etc). A sua volta il corpo diviene anche strumento che plasma la dimensione culturale e sociale, assecondandola o contrastandola, diventando così strumento di resistenza (basti pensare all'uso della minigonna nella lotta per l'emancipazione femminile o alle tecniche di trasformazione del corpo messe in atto da alcune sottoculture urbane come i punkabbestia). In questa prospettiva, il corpo diviene anche costruzione sociale/culturale e la società/cultura diviene anche l'insieme dei corpi che la compongono e la influenzano (e quindi non solo l'insieme delle loro idee).